# Super Bowl XLIX
Super Bowl XLIX was een Americanfootballwedstrijd tussen de kampioen van de American Football Conference New England Patriots en de National Football Conference-kampioen Seattle Seahawks. De winnaar mocht zich NFL-kampioen noemen. De zege ging met een score van 28–24 naar de New England Patriots. Dit werd de vierde Super Bowl-overwinning voor de Patriots. Voor titelverdediger Seahawks was het het tweede verlies in de derde deelname. De wedstrijd vond plaats op 1 februari 2015 in het University of Phoenix Stadium in Glendale (Arizona). Super Bowl MVP werd voor het derde keer Tom Brady.
De twee hoogst geplaatste teams uit de twee conferences plaatsten zich ook voor de Super Bowl. De Seahawks sloten het reguliere seizoen met 12 overwinningen uit 16 wedstrijden en maakten het voor de tweede keer in reeks naar de nationale finale. Voor de Patriots bestond het seizoen eveneens uit 12 overwinningen en 4 verloren wedstrijden.

## Play-offs
|  | Wildcard Play-offs              | Wildcard Play-offs              |                                 |                           | Divisional Play-offs       | Divisional Play-offs       |                                       |                                       | NFC & AFC Championships | NFC & AFC Championships |  |  | Super Bowl XLIX | Super Bowl XLIX |
|  |                                 |                                 |                                 |                           |                            |                            |                                       |                                       |                         |                         |  |  |                 |                 |
|  | Bank of America Stadium, 3 jan. | Bank of America Stadium, 3 jan. |                                 |                           | CenturyLink Field, 10 jan. | CenturyLink Field, 10 jan. |                                       |                                       |                         |                         |  |  |                 |                 |
|  | Bank of America Stadium, 3 jan. | Bank of America Stadium, 3 jan. | CenturyLink Field, 18 jan.      |                           | CenturyLink Field, 10 jan. | CenturyLink Field, 10 jan. |                                       |                                       |                         |                         |  |  |                 |                 |
|  | Bank of America Stadium, 3 jan. | Bank of America Stadium, 3 jan. | Seattle Seahawks                | 31                        |                            |                            |                                       |                                       |                         |                         |  |  |                 |                 |
|  | Carolina Panthers               | 27                              | Seattle Seahawks                | 31                        |                            |                            |                                       |                                       |                         |                         |  |  |                 |                 |
|  | Carolina Panthers               | 27                              |                                 | Carolina Panthers         | 17                         |                            |                                       |                                       |                         |                         |  |  |                 |                 |
|  | Arizona Cardinals               | 16                              |                                 | Carolina Panthers         | 17                         | Seattle Seahawks           | 28                                    |                                       |                         |                         |  |  |                 |                 |
|  | Arizona Cardinals               | 16                              | Lambeau Field, 11 jan.          |                           |                            | Seattle Seahawks           | 28                                    |                                       |                         |                         |  |  |                 |                 |
|  | AT&T Stadium, 4 jan.            | AT&T Stadium, 4 jan.            |                                 | Green Bay Packers         | 22                         |                            | University of Phoenix Stadium, 1 feb. | University of Phoenix Stadium, 1 feb. |                         |                         |  |  |                 |                 |
|  | AT&T Stadium, 4 jan.            | AT&T Stadium, 4 jan.            | Green Bay Packers               | Green Bay Packers         | 22                         | 26                         | University of Phoenix Stadium, 1 feb. | University of Phoenix Stadium, 1 feb. |                         |                         |  |  |                 |                 |
|  | Dallas Cowboys                  | 24                              | Green Bay Packers               |                           |                            | 26                         | University of Phoenix Stadium, 1 feb. | University of Phoenix Stadium, 1 feb. |                         |                         |  |  |                 |                 |
|  | Dallas Cowboys                  | 24                              |                                 | Dallas Cowboys            | 21                         |                            | University of Phoenix Stadium, 1 feb. | University of Phoenix Stadium, 1 feb. |                         |                         |  |  |                 |                 |
|  | Detroit Lions                   | 20                              |                                 | Dallas Cowboys            | 21                         | Seattle Seahawks           | 24                                    |                                       |                         |                         |  |  |                 |                 |
|  | Detroit Lions                   | 20                              | Gillette Stadium, 10 jan.       |                           |                            | Seattle Seahawks           | 24                                    |                                       |                         |                         |  |  |                 |                 |
|  | Heinz Field, 3 jan.             | Heinz Field, 3 jan.             | Gillette Stadium, 18 jan.       | Gillette Stadium, 18 jan. |                            | New England Patriots       | 28                                    |                                       |                         |                         |  |  |                 |                 |
|  | Heinz Field, 3 jan.             | Heinz Field, 3 jan.             | Gillette Stadium, 18 jan.       | Gillette Stadium, 18 jan. | New England Patriots       | New England Patriots       | 28                                    | 35                                    |                         |                         |  |  |                 |                 |
|  | Pittsburgh Steelers             | 17                              | Gillette Stadium, 18 jan.       | Gillette Stadium, 18 jan. | New England Patriots       |                            |                                       | 35                                    |                         |                         |  |  |                 |                 |
|  | Pittsburgh Steelers             | 17                              | Gillette Stadium, 18 jan.       | Gillette Stadium, 18 jan. |                            | Baltimore Ravens           | 31                                    |                                       |                         |                         |  |  |                 |                 |
|  | Baltimore Ravens                | 30                              |                                 | New England Patriots      | 45                         | Baltimore Ravens           | 31                                    |                                       |                         |                         |  |  |                 |                 |
|  | Baltimore Ravens                | 30                              | Sports Authority Field, 11 jan. | New England Patriots      | 45                         |                            |                                       |                                       |                         |                         |  |  |                 |                 |
|  | Lucas Oil Stadium, 4 jan.       | Lucas Oil Stadium, 4 jan.       |                                 | Indianapolis Colts        | 7                          |                            |                                       |                                       |                         |                         |  |  |                 |                 |
|  | Lucas Oil Stadium, 4 jan.       | Lucas Oil Stadium, 4 jan.       | Denver Broncos                  | Indianapolis Colts        | 7                          | 13                         |                                       |                                       |                         |                         |  |  |                 |                 |
|  | Indianapolis Colts              | 26                              | Denver Broncos                  |                           |                            | 13                         |                                       |                                       |                         |                         |  |  |                 |                 |
|  | Indianapolis Colts              | 26                              |                                 | Indianapolis Colts        | 24                         |                            |                                       |                                       |                         |                         |  |  |                 |                 |
|  | Cincinnati Bengals              | 10                              |                                 | Indianapolis Colts        | 24                         |                            |                                       |                                       |                         |                         |  |  |                 |                 |
|  | Cincinnati Bengals              | 10                              |                                 |                           |                            |                            |                                       |                                       |                         |                         |  |  |                 |                 |

## Verslag
In het eerste kwart kon geen van de twee teams scoren. In het tweede kwart waren het de Patriots die na een 11-yard pass van Tom Brady voor het eerst de endzone konden bereiken. Marshawn Lynch antwoordde uit 3 yards met een run voor de eerste Seahawks-touchdown. In de laatste minuut van de eerste helft was Brady opnieuw met een pass succesvol. Deze keer scoorde Rob Gronkowski voor een 14–7-voorsprong. Maar twee seconden voor de rust kon Russell Wilson met een pass de score weer gelijkmaken.
Na een veldgoal en de tweede touchdown van Wilson stond Seattle aan het eind van het derde kwart op voorsprong. De Patriots slaagden erin met touchdowns van Danny Amendola en Julian Edelman het spel weer te draaien. Met 20 seconden resterende tijd stonden de Seahawks maar een yard van de Patriots endzone. De volgende pass van Wilson werd onderschept door Malcolm Butler. De Patriots moesten voor de winst alleen nog de tijd laten aflopen.